# Кайен (планина)
Кайен (на персийски: قائن) е система от планински хребети, съставна част на Източноиранските планини, разположени във вътрешните райони на обширната Иранска планинска земя, в Източен Иран. Простират се от север на юг приблизително на 400 km. На север пустинята-солончак Кевире Немек ги отделя от Нишапурските планини, а на юг в района на град Захедан се свързват с платото Серхед. На запад и изток склоновете им постепенно потъват съответно в пустините Деще Лут и Регистан. Планините Кайен включват в себе си няколко отделни хребета: Келат (2856 m) на север; Моменабад (2788 m), Багеран и Баран (2561 m) в средата; Пеленган (2565 m) на юг. Всички те са относителна височина от 800 до 1000 m над околните пустинни равнини. Максимална височина връх Мирза Арбаб 2886 m, издигащ се в изолиран масив в източната част на планината. Изградени са предимно от варовици и вулканични скали. Склоновете им са покрити с рядка сухостепна и пустинна растителност. По цялото им протежение преминава голям участък от източноиранската автомагистрала от Мешхед на север за Захедан на юг.